# Garton with Grimston

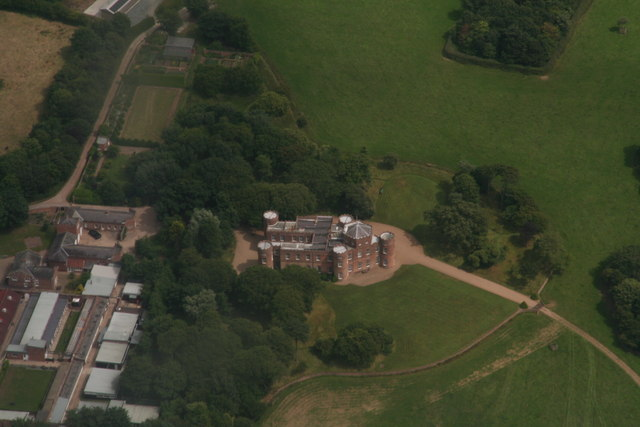
Grimston Hall

Garton with Grimston var en civil parish fram till 1935 då den blev en del av East Garton, i grevskapet East Riding of Yorkshire, i England. Denna civil parish var belägen 25 km från Beverley och hade 144 invånare år 1931.